# Adem Alkaşi
Adem Alkaşi (* 14. April 1984 in Istanbul) ist ein türkischer Fußballspieler.

## Vereinskarriere
Alkaşi spielte in seiner Jugend für Istanbul Büyükşehir Belediyespor und wurde 2004 dort Profifußballspieler. Zur Saison 2004/05 verpflichtete ihn Yeni Burdur Gençlikspor. Danach spielte Alkaşi für Çankırıspor, Zeytinburnuspor und Dardanelspor. Im Sommer 2009 wechselte er zu Samsunspor. Mit Samsunspor gelang ihm in der Saison 2010/11 der Aufstieg in die Süper Lig.
Jedoch blieb er mit der Mannschaft lediglich eine Saison erstklassig. Zum Saisonende wechselte Alkaşi zum neuen Erstligisten Elazığspor. Im Frühjahr 2014 verließ er Elazığspor nach gegenseitigem Einvernehmen mit der Vereinsführung. Wenig später wurde sein Wechsel zum Zweitligisten Boluspor bekanntgegeben. Bereits zum Saisonende wechselte Alkaşi erneut seinen Arbeitgeber und wechselte dieses Mal innerhalb der Liga zum Absteiger Antalyaspor. Im Sommer 2016 heuerte er erneut bei Boluspor an.
Nachdem er die Hinrunde der Saison 2016/17 beim Drittligisten Niğde Belediyespor verbracht hatte, wurde er in der Winterpause wurde er von seinem früheren Verein, dem Zweitligisten Elazığspor, verpflichtet. Sein Comeback feierte er am 11. Februar 2017 (20. Spieltag) über die vollen 90 Minuten gegen Ümraniyespor. Bis zum Saisonende kam er jedoch nur auf vier Einsätze in der zweiten türkischen Spielklasse. 2017/18 etablierte er sich schon im Team und spielte 21 Ligaspiele auf der Rechtsverteidigerposition. Auch in der Folgesaison war er Stammspieler und spielte bis zur Winterpause 17 Mal.
In der Wintertransferperiode wechselte er schließlich zum Drittligisten Bandırmaspor. Am 27. Januar 2019 (19. Spieltag) debütierte er für seinen neuen Verein über die vollen 90 Minuten bei einem 2:0-Sieg über Sivas Belediyespor. Bis zum Saisonende lief er noch insgesamt 14 Mal für Bandırmaspor auf. 2019/20 rotierte er immer wieder von Bank zu Platz und kam am Ende der Saison auf 14 Ligapartien und zwei Pokaleinsätze.
Nach der Saison wurde sein Vertrag bei Bandirmaspor aufgelöst und Alkaşi ist seitdem ohne Verein.

## Erfolge
Antalyaspor
- Play-off-Sieger der TFF 1. Lig und Aufstieg in die Süper Lig: 2014/15